# 納亞烏島

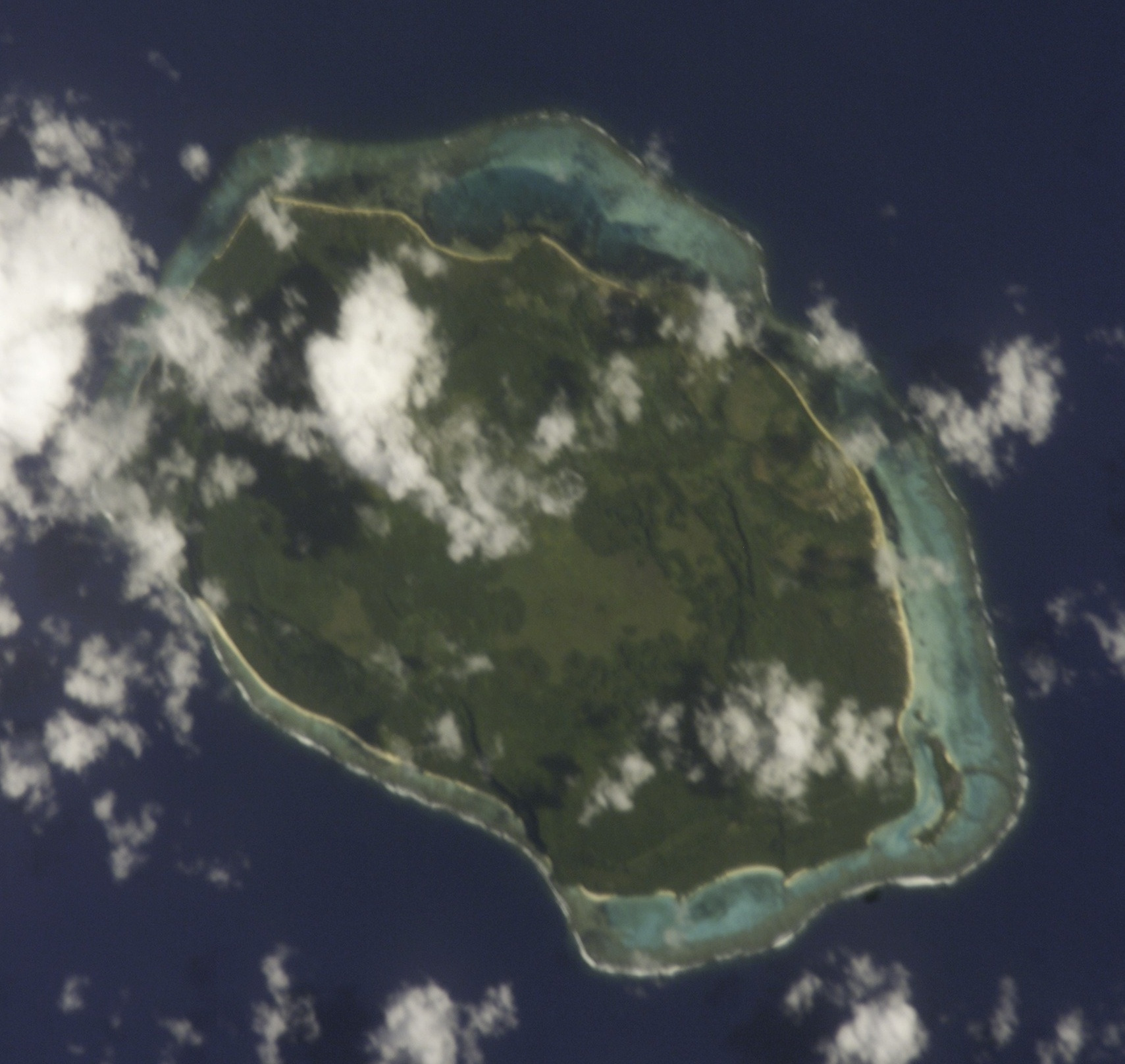

納亞烏島是斐濟東部區的島嶼，位於拉肯巴島西北30公里的太平洋海域，屬於劳群岛的一部分，長6.2公里、寬4.3公里，面積17平方公里，最高點海拔高度177米。